# Сенькино (Пермский край)
Сенькино — село Пермского края России. Входит в Добрянский городской округ. Расположено село на берегу Камского водохранилища.

## География
Расположено в центре региона, на правобережье реки Каме (Камского водохранилища), при впадении притока Большой Туй. К селу примыкает д. Меркушево.

## История
Известно с 1787 г. как деревня Сенькина. Селом стало в 1891 г., когда в нём была построена церковь.
До 2020 года — центр Сенькинского сельского поселения Добря́нского муниципального района. К 1 января 2020 года сельское поселение и муниципальный район были упразднёны, и населённый пункт вошёл в муниципальное образование Добрянский городской округ.

## Население
| 2010 |
| ---- |
| 311  |

## Инфраструктура
Отделение почтовой связи Сенькино 618711

## Достопримечательности
Памятник погибшим в годы Великой Отечественной войны.

## Транспорт
Автомобильный и пассажирский транспорт. Пристань «Сенькино».